# Architis comaina
Architis comaina là một loài nhện trong họ Pisauridae.
Loài này thuộc chi Architis. Architis comaina được miêu tả năm 2007 bởi Santos.